# موريس هرت
موريس هرت (بالإنجليزية: Maurice Hurt)‏ (و. 1987  م) هو لاعب كرة قدم أمريكية، من الولايات المتحدة، ولد في ميلدغفيل، يلعب كحارس ‏.

## التعليم
تعلم في جامعة فلوريدا.